# Cathédrale de Locres
La cathédrale de Locres est une église catholique romaine de Locres, en Italie. s'agit de la cathédrale du diocèse de Locri-Gerace.

## Histoire
La cathédrale Santa Maria del Mastro' est le principal lieu de culte de la ville de Locri, en Calabre, en Italie. L'édifice, de style  roman lombard, a été construit en 1933 à la demande de l'évêque Giorgio Delrio .

## Façade
La façade qui fait face à une place, se caractérise par la présence de deux hauts pilastres couronnés par un tympan triangulaire qui enserrent la porte d'entrée et une Rosace. Deux pilastres inférieurs, à chapiteaux composites définissent la fermeture des nefs latérales et sont couronnés de deux demi-tympans, avec présence de deux fenêtres à lancette unique.

## Intérieur
Son intérieur, en forme de croix latine, comporte trois nefs dont les deux côtés se terminent par deux petites chapelles.
Dans la partie centrale de la nef gauche se trouve une sculpture en marbre représentant l'évêque Francesco Saverio Mangeruva et le sarcophage de l'évêque Michele Alberto Arduino.
Le presbytère, qui se termine par une abside circulaire, est couronné par une coupole et est décoré de symboles eucharistiques.
Les nefs latérales se terminent par deux chapelles.

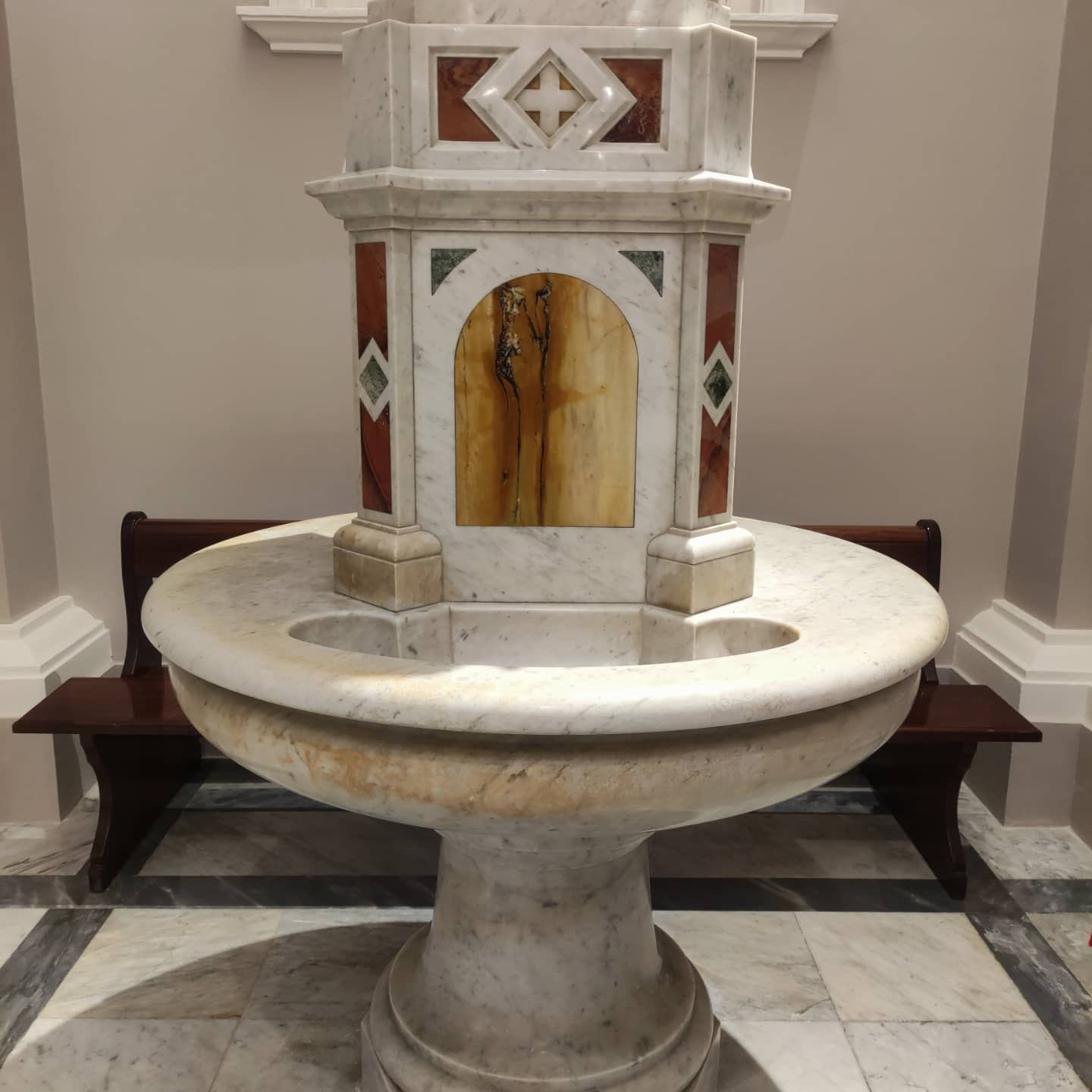
Fonts baptismaux de la cathédrale de Locres.